# او یک فرشته بود
او یک فرشته بود یک مجموعه تلویزیونی ایرانی به کارگردانی علیرضا افخمی و نویسندگی علیرضا کاظمی‌پور است که در رمضان ۱۳۸۴ از شبکه دو پخش شد. او یک فرشته بود در ژانری جدید در تلویزیون ایران به نام ماورایی ساخته شده بود.

## داستان
موضوع داستان بدین ترتیب است که بهزاد طی ماجرایی با زنی تصادف می‌کند و او را به خانه می‌آورد. به تدریج حرکات عجیبی از این زن که فرشته نام دارد، سر می‌زند و از سوی دیگری در قالب مردی به نام سرابی سعی در سردرگم نمودن بهزاد دارد. نهایتاً فرشته موجب می‌شود که بهزاد و همسرش رعنا تا پای طلاق بروند و حتی به بهزاد پیشنهاد ازدواج می‌دهد، اما پس از مدتی بهزاد با توجه به رهنمودهای روحانی محل و سخنان فرزندانش متوجه می‌شود که فرشته، شیطان (ابلیس) است و پسرش را در حالی که فرشته قصد کشتن او را دارد، نجات می‌دهد و سپس به درگاه خدا توبه کرده و از گناهانش اظهار پشیمانی می‌کند.

## بازیگران
- حسن جوهرچی در نقش بهزاد[۴]
- مریم کاویانی در نقش رعنا همسر بهزاد
- بهاره افشاری در نقش شیطان
- مرتضی ضرابی در نقش شیطان[۵]
- ثریا قاسمی در نقش عزیز مادر بهزاد
- رضا توکلی در نقش حاج آقا دوست بهزاد
- فاطمه غلامی در نقش سحر دختر بهزاد و رعنا
- ایلیا شهیدی‌فر در نقش میثم پسر بهزاد و رعنا
- زویا خان بابایی
- امیرمحمد زند در نقش برادر رعنا